# Cor des Alpes
Pour les articles homonymes, voir Cor (musique).
Le cor des Alpes est un instrument de musique à vent, en bois, de la famille des cuivres. Apparu au XIVe siècle, il était utilisé initialement pour communiquer à distance en montagne. On le trouve surtout en Suisse, mais aussi en Autriche, en Allemagne, en France, en Pologne, en Ukraine et en Roumanie.
Dès sa création, par la longueur de son tube supérieure à celle des cors métalliques de l'époque, le cor des Alpes était un instrument avancé, musicalement parlant.

## Facture

### Cor des Alpes en bois

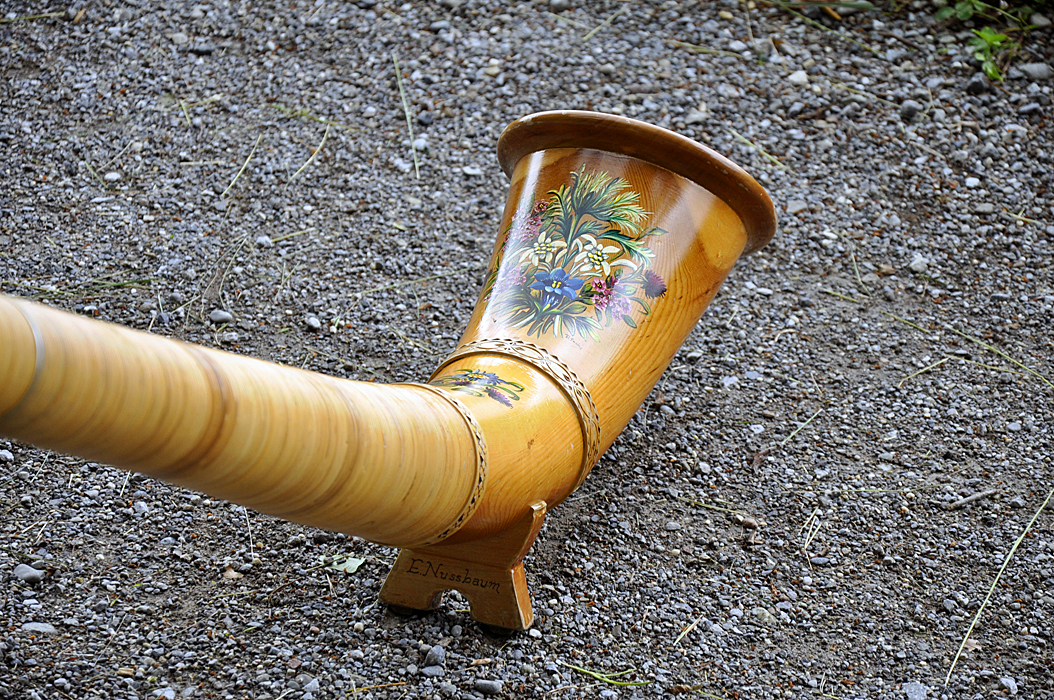
Détail du pavillon.

Le cor des Alpes est un long cor (ou trompe) en épicéa qui mesure environ 350 cm et se scinde en deux, trois ou quatre parties pour être transportable, mais les plus longs peuvent mesurer jusqu'à 18 mètres. Il est généralement en fa /sol , fa, mi  ou encore en sol .
Du fait de sa facture simple, le cor des Alpes est un instrument difficile à jouer. De plus, bien que tous les autres instruments à vent ont connu des développements techniques (trous de préhension, pistons, etc) au fil du temps, le cor des Alpes a conservé sa forme originelle jusqu'à aujourd'hui. L’instrument ne peut émettre que des sons simples (harmoniques) produits par les vibrations des lèvres à l’embouchure. Le son est transmis par la colonne d’air du cor et amplifié par le pavillon.
Jusque dans les années 1930, le cor des Alpes était fabriqué d'une seule pièce dans du jeune sapin (principalement un épicéa) naturellement courbé, poussant à flanc de montagne. Le tronc était abattu, partagé en deux, puis les deux moitiés étaient évidées pour être ensuite réassemblées. De nos jours, l'instrument n'est plus fabriqué en une seule pièce, mais en différents éléments (tube, rallonge centrale, embouchure et pavillon) collés avant d'être façonnés. Une fois évidées et assemblées, les parties sont fixées ensemble à l'aide d'anneaux et un petit pied est ajouté afin de stabiliser l'instrument. Celui-ci est ensuite gainé de rotin ou d'osier à des fins esthétiques et protectrices.
Son embouchure est en bois tourné et détermine également la hauteur et le timbre de l'instrument.

### Cor des Alpes en carbone

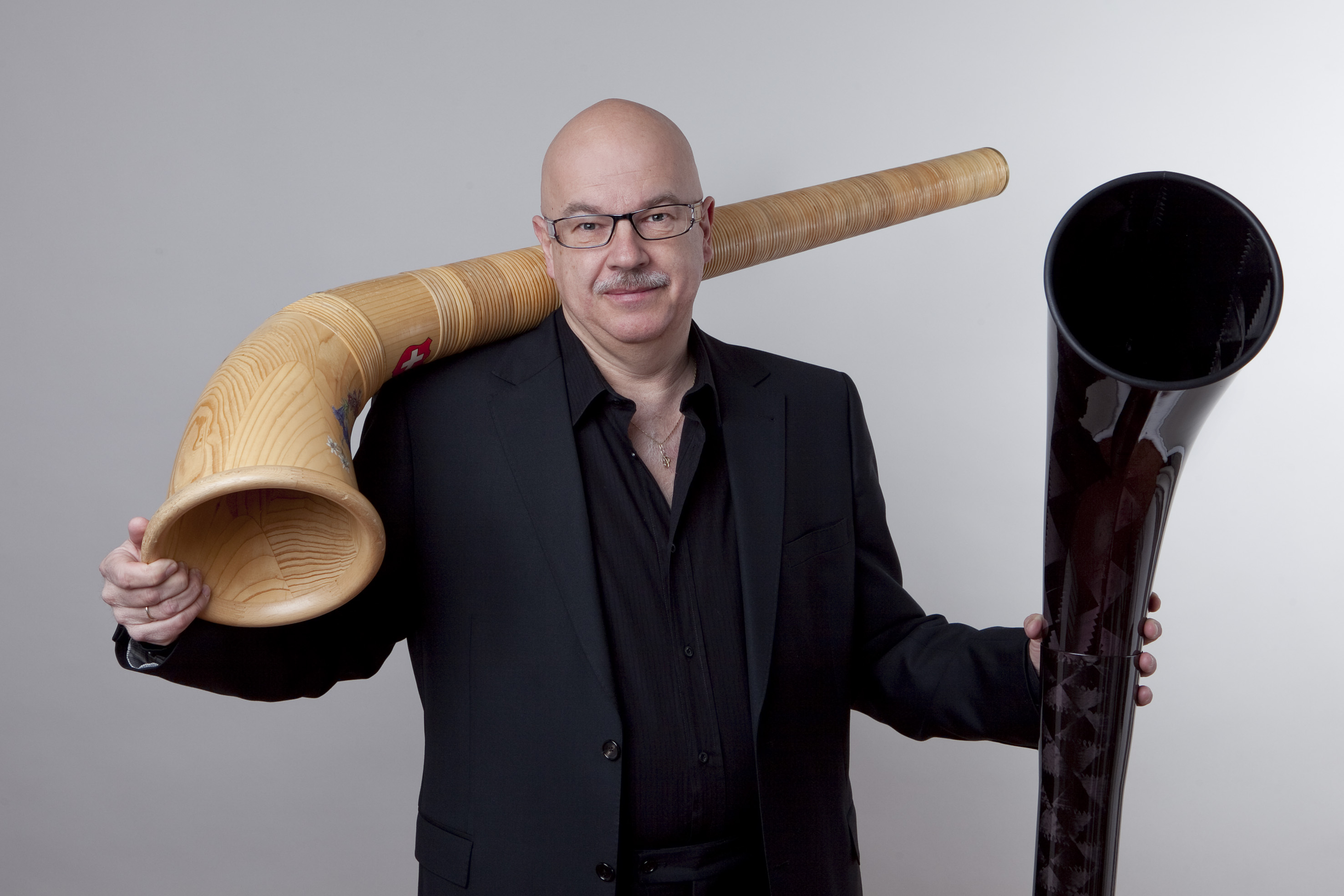
Armin Bachmann posant avec deux parties de cor des Alpes, l'une en bois et l'autre en fibres de carbone.

On peut aussi trouver des cors des Alpes fabriqués en fibre de carbone. Ils sont plus légers (1,3 kilogramme), plus facilement transportables car télescopiques, (75 cm une fois replié), et transformables en différents instruments, comme le didjeridoo ou encore le büchel. Roger Zanetti, connu sous le nom de scène de Zaneth, est l'inventeur du cor des Alpes en fibre de carbone qu'il présente en 2002 au World Music Festiv'Alpe de Château-d'Œx,.

## Jeu

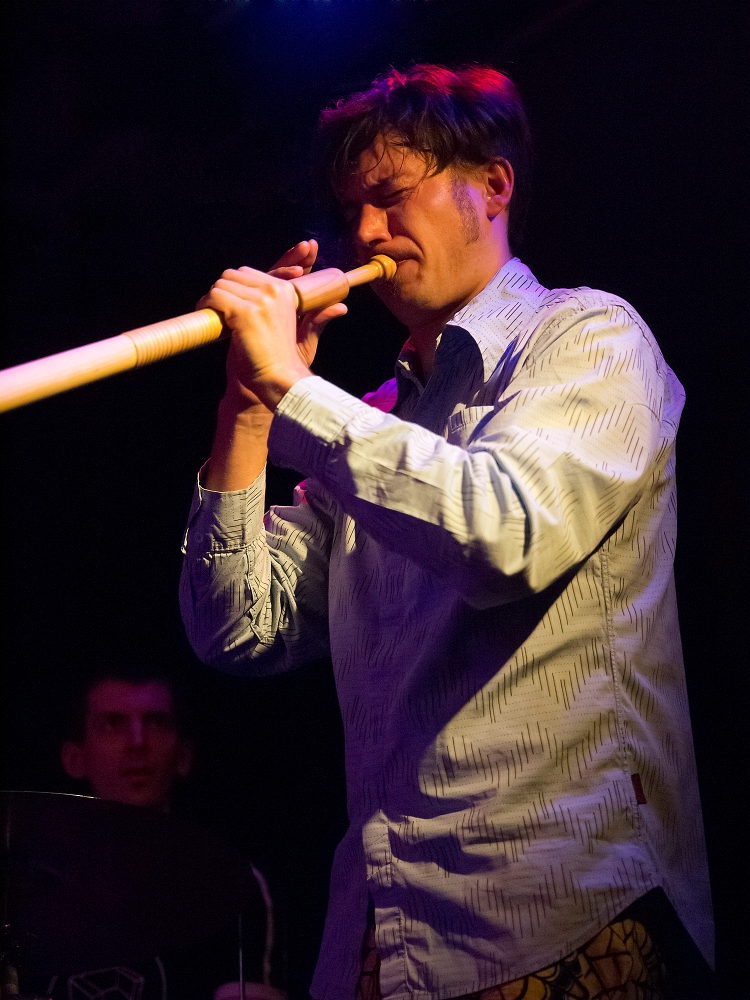
L'embouchure du cor des Alpes, avec le musicien allemand Matthias Shriefl.

Le cor des Alpes ne permet pas de jouer toutes les notes de la gamme, mais uniquement les harmoniques naturelles, soit seize notes sur quatre octaves pour un instrument classique.
Il se joue debout, pour des questions de tenue de l'instrument et de souffle. On pince les lèvres comme pour jouer des cuivres.

## Histoire

### Origines et mentions
L'origine exacte du cor des Alpes est assez difficile à établir. Son origine vient probablement de la corne ou de la trompe, toutes deux arrivées d'Asie centrale en Europe avec les troupeaux de bergers nomades. En ayant colonisé le continent entier, il n'est pas rare de voir des instruments assez similaires à différents endroits. À l'origine ces cors sont faits de bois, d'os ou de corne d'animal.
L'une des premières illustrations de l'instrument a été retrouvée en 1856 sur le sol en mosaïque de la villa gallo-romaine d'Orbe-Boscéaz où un jeune homme est représenté soufflant dans une corne de 80 cm de long. L'un des plus anciens témoignages à propos du cor des Alpes remonte à 1030 où le moine Ekkehard IV de Saint-Gall décrit une « Tuba alpina qui sert au berger pour réunir ses bêtes ». D'autres écrits de ce siècle mentionnent un lituus alpinus.
Une trompe du XIVe siècle, trouvée lors de fouilles au château de Friedberg (de), d'une longueur de soixante centimètre présente une première forme courbée à son extrémité. De plus, celle-ci est construite avec deux moitiés évidées.
Plusieurs mentions écrites et illustratives de l'instrument vont alors être faites par la suite comme en 1527, dans le livre des comptes de l'abbaye Saint-Urbain ou encore en 1595 où l'instrument est visible sur un vitrail à Adelboden. Cependant, c'est en 1555, dans son De raris admirandis herbis, que le naturaliste zurichois Conrad Gessner décrit précisément le lituum alpinum vu au Pilatus: « Dans l'écurie située au plus haut de la montagne, nous nous sommes arrêtés et nous avons soufflé dans le cor alpin ». Le cor est décrit comme possédant « une longueur de onze pieds, constitué de deux longues pièces de bois, recourbées, évidées et assemblées l'une contre l'autre par de l'osier ».

### Instrument de travail
Longtemps utilisé par les vachers, le cor des Alpes servait à appeler les vaches et les ramener des prés à l'étable à l'heure de la traite. Sa longueur était plus courte que de nos jours afin de le transporter aisément dans les montagnes. Par la suite, le cor des Alpes prit alors sa fonction principale : la communication. De par son son pouvant parcourir des longues distances et faire des échos dans les vallées, le cor des Alpes servit alors de communication entre les vachers des alpes voisines et les gens de la vallée afin d'y avertir des éventuels dangers ou informations venant des alpages.
Le cor des Alpes avait également une fonction religieuse. Dans les cantons protestants, le cor des Alpes faisait office de prière du soir alors que dans les cantons catholiques, celui-ci servait à appeler les fidèles à assister à la messe à l'église du village.

### Instrument de musique

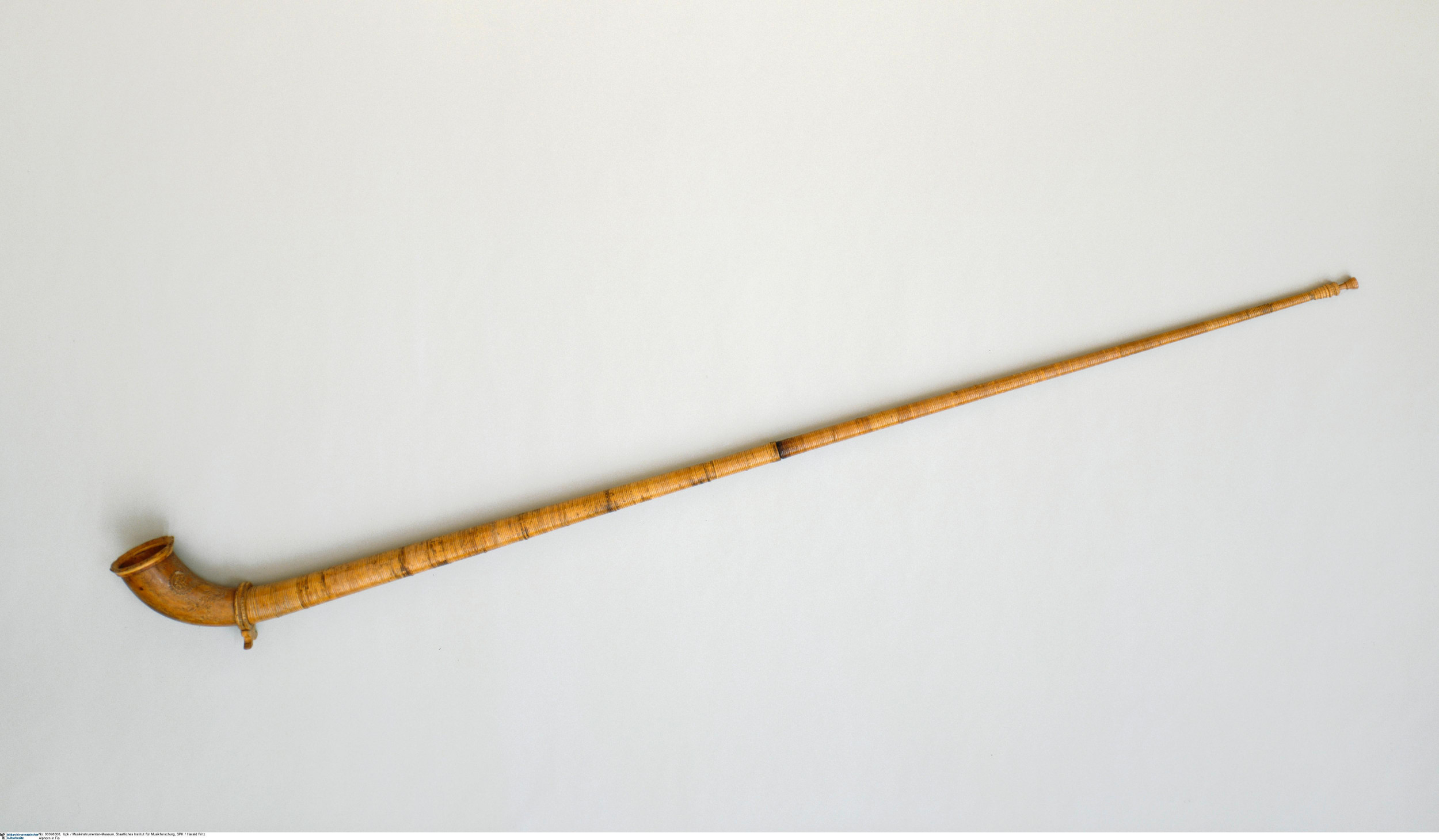
Un cor des Alpes en entier.

Cependant, outre sa fonction de travail et de communication, certains bergers se sont essayés à la musique et cela dès le XVIe siècle. Une lettre de 1563 envoyée à Léonor d'Orléans par Jean-Jacques de Bonstetten mentionne alors un berger utilisant ledit instrument pour faire de la musique,. D'autres mentions comme instrument de musique sont faites comme en 1574 où un Damounais nommé Jakob Henzi fut enrôlé à Paris car des recruteurs l'avaient entendu jouer du cor des Alpes ; en 1606 où les autorités de Bâle ont condamné un mucine parce qu'il jouait du cor des Alpes la nuit ; ou encore en 1619 dans son livre Syntagma Musicum, Michael Prætorius raconte avoir remarqué que les ouvriers sans travail dans les alpages en hiver descendent dans les villes pour jouer de la longue trompe et demander l'aumône.
À la fin du XVIIe siècle, la fabrication de fromage se délocalisait davantage des alpages aux laiteries des villages réduisant alors le nombre de vachers résidents constamment sur les alpages. Les vachers appauvris, jouant de la musique dans les villes, ont alors discrédités l'instrument qui prit alors une image d'instrument de mendiant. De ce fait, le cor des Alpes se fit de plus en plus rare après 1800. Afin de sauver l'instrument, c'est en 1826 que l'avoyer bernois Niklaus Friedrich von Mülinen chargea le compositeur Ferdinand Huber (de) de confectionner des cors des Alpes et d'enseigner la pratique de cet instrument à Grindelwald. Par la beauté de son son, le cor des Alpes perdit alors sa fonction originelle pour devenir un instrument de musique de plus en plus apprécié.

## Records

### Le plus long
En 1985, à Boise (États-Unis), l'Américain Peter Wutherich construit un cor des Alpes de 47 mètres de long ce qui en fait le plus long cor des Alpes au monde. Il est inscrit au livre Guinness des records de 1985 à 1998. En 1994, le lucernois Josef Stocker possédant une fabrique de cor des Alpes à Kriens (Suisse), décide de battre le record. Ce dernier va alors construire un cor des Alpes de la même longueur mais possédant un pavillon de 88,9 cm de diamètre, soit 7,62 cm de plus que son adversaire. Selon Josef Stocker, ce cor des Alpes n'est pas jouable. Cependant, si toutes les pièces d'assemblage ne sont pas utilisées, il obtient une longueur de 14 mètres et devient alors le plus long cor des Alpes jouable.
Le plus long cor des Alpes fait en une seule pièce, mesure 26,46 mètres et pèse 92,5 kg. Le record est détenu par le groupe de cor des Alpes Allemand Rottumtaler Alphornbläser et provient de l'atelier d'Alois Biermaier à Bischofswiesen (Allemagne), où il peut être admiré. Il est inscrit au livre Guinness des records depuis le 16 septembre 2012.

### Le plus grand concert
L'actuel record du monde du plus grand concert de cor des Alpes enregistré par le livre Guinness des records date du 31 août 2024. 1 006 joueurs de cor des Alpes se sont réunis à Klewenalp (Suisse) pour interpréter la pièce Uf de Bänklialp. L'événement a été organisé par les remontées mécaniques Klewenalp-Stockhütte et l'Association fédérale des yodleurs (de) en présence de personnalités telles que Nicolas Senn, Lisa Stoll (de), Pepe Lienhard ou encore Albert Rösti.

Le précédent record homologué par le livre date du 20 août 2009 où 366 joueurs de cor des Alpes étaient présents au Gornergrat (Suisse) afin de fêter les 111 ans du chemin de fer du Gornergrat,. Le 17 août 2013 déjà, le record fut battu avec 508 joueurs réuni sur le Gornergrat ; mais celui-ci ne fut pas évalué sous la direction du livre Guinness des records.

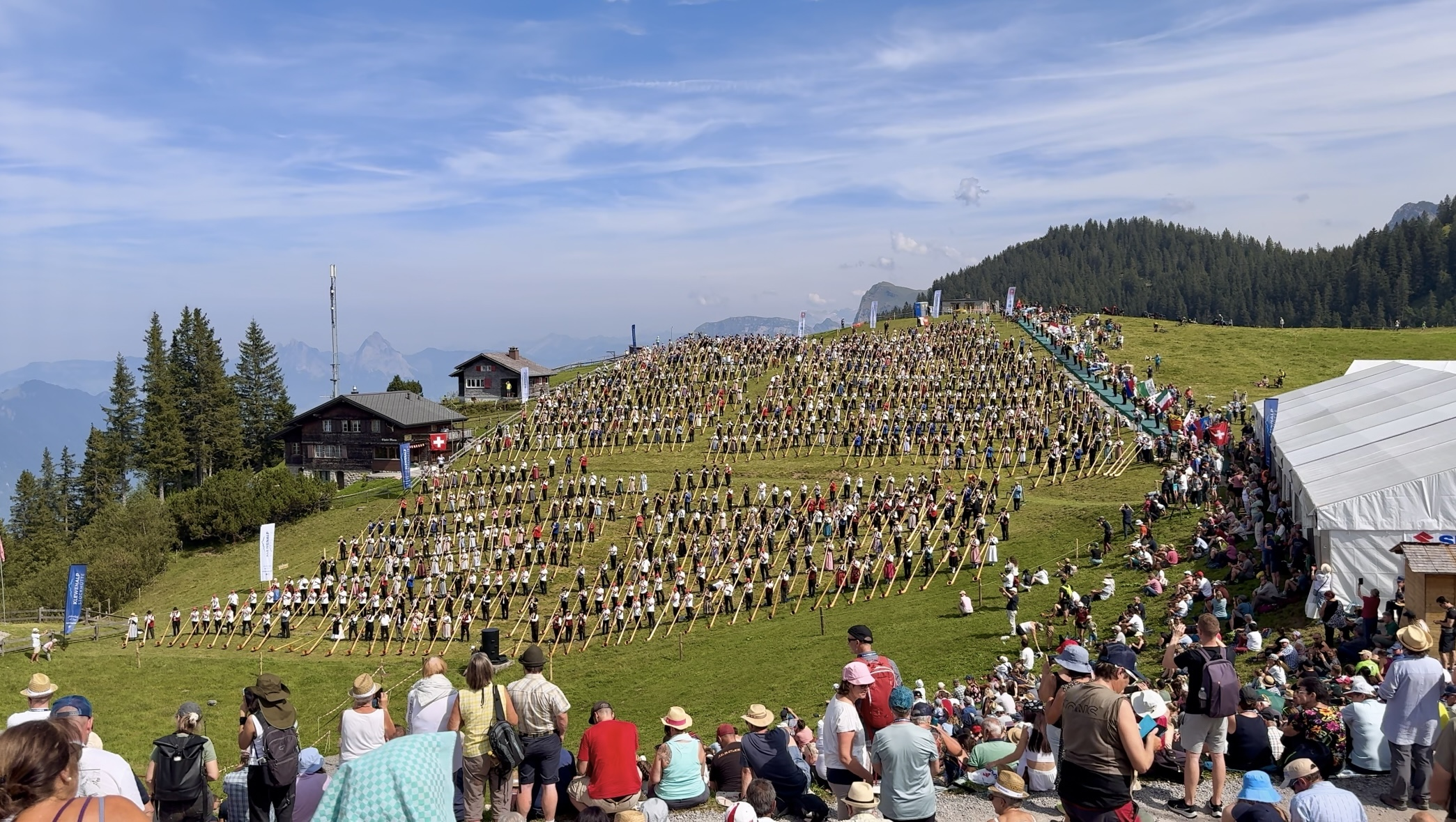
Photographie du record du monde du plus grand concert de cor des Alpes du 31 août 2024.
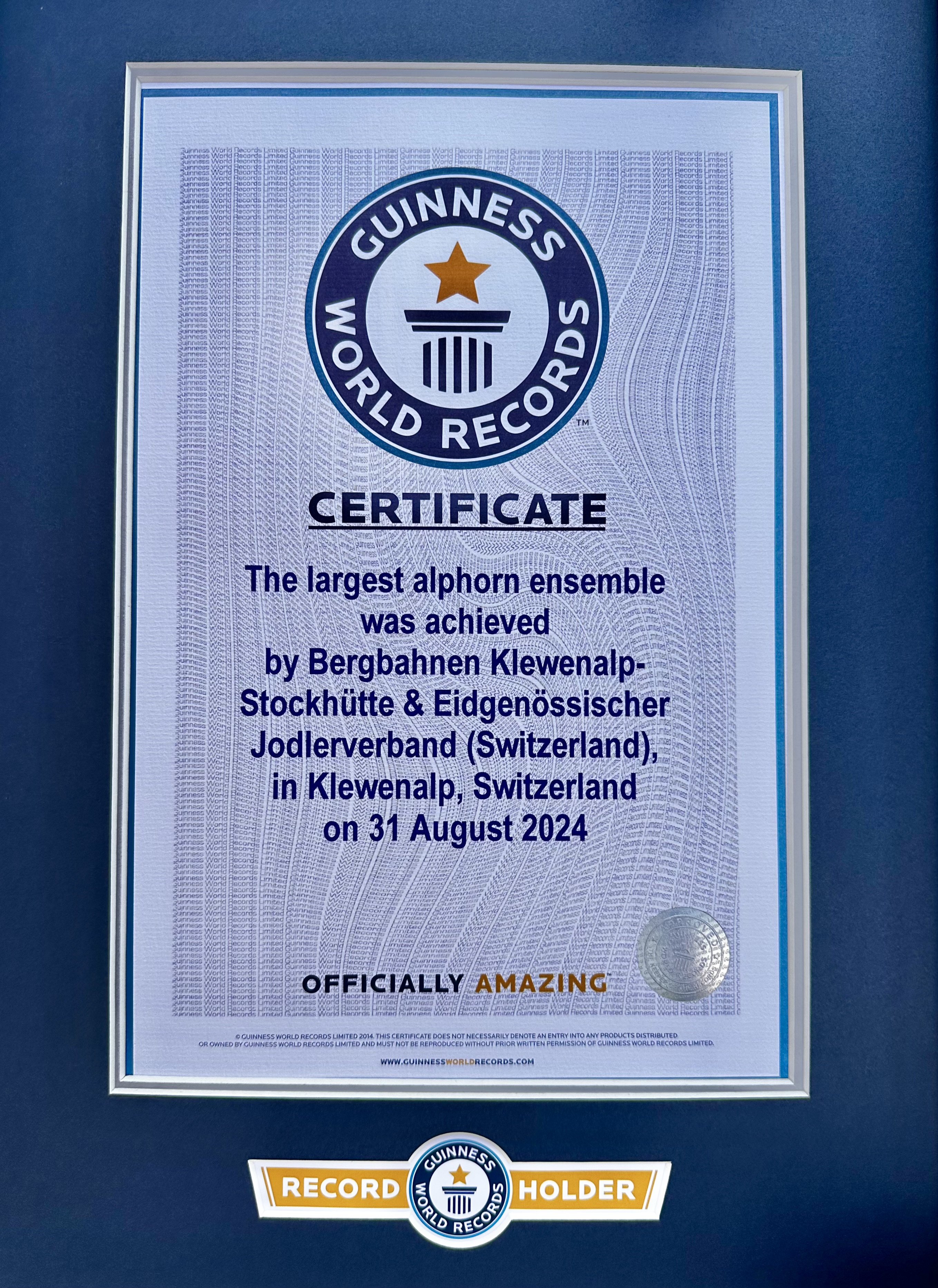
Certificat du record du monde du plus grand concert de cor des Alpes délivré par le livre Guiness des records.

### Le son le plus fort
Selon le livre Guinness des records, le son le plus fort soufflé dans un cor des Alpes est détenu par Rainer Bothe de Munich (Allemagne). Sur les 184 concurrents, Rainer Bothe réussi à pousser un son de 111,1 dB le 9 septembre 2012.

## Répertoire
Quelques compositeurs se sont intéressés à cet instrument. Léopold Mozart, père de Wolfgang Amadeus et compositeur lui-même, a écrit une très pimpante Sinfonia Pastorella pour cor des Alpes et orchestre à cordes (Allegro, Andante Presto et Presto).
Cet instrument a inspiré Brahms pour la mélodie de cor dans le final de sa première symphonie. Il avait en effet noté ces quelques mesures sur une carte d'anniversaire (de mariage) adressée à Clara Schumann datée du 12 septembre 1868 : « Voici ce que le cor des Alpes a joué aujourd'hui »

Vinko Globokar a composé la pièce Cri des Alpes pour cor des Alpes, créée à Helsinki en 1986. Il possède un instrument de 3,7 m de long qui lui a été offert par le hautboïste suisse Heinz Holliger.
D'autres compositions pour cor des Alpes existent : Corps des cors, du valaisan Pierre Mariétan, Composition n° 172 d'Anthony Braxton (pour 11 cors), le monde minuscule de Daniel Schnyder, Le Berger Fantaisiste, Les génies des alpages et Super Alpen King, du compositeur et arrangeur de jazz Ghislain Muller avec le VSP orkestra et Arkady Shilkloper.
Alexandre Jous compose du répertoire traditionnel pour cor des Alpes mais aussi du Jazz.
Il existe aussi des concertos pour Cor des Alpes et orchestre, par exemple le Concertino Rustico du hongrois Ferenc Farkas (1905-2000) et également le concerto du suisse Jean Daetwyler (1907-1994), cette dernière œuvre étant assez longue (presque 22 minutes) en quatre mouvements.
Le cor des Alpes a aussi été utilisé dans la musique pop comme en 1977 où le musicien suisse Pepe Lienhard et son groupe ont utilisé l'instrument dans leur chanson Swiss Lady, avec laquelle ils ont participé à l'Eurovision Song Contest et ont ainsi atteint la sixième place. C'est à ce jour la seule chanson de la sélection suisse à avoir atteint la première place du hit-parade suisse.

## Musiciens reconnus
- Eliana Burki, corniste suisse.

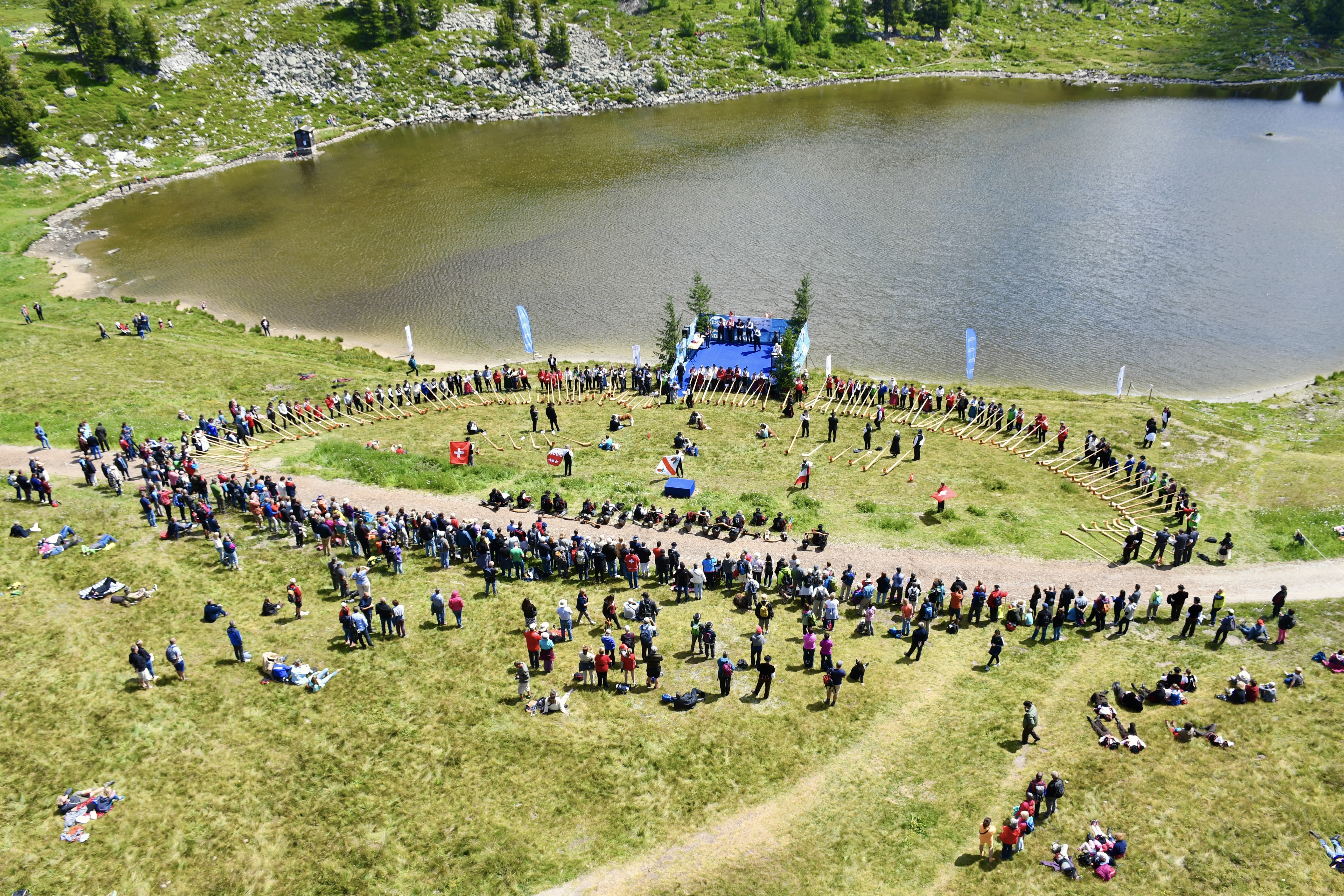
Le morceau d'ensemble du Festival international de cor des Alpes de 2018, à Nendaz (VS), en Suisse.

- Arkady Shilkloper, corniste, compositeur et arrangeur, connu notamment pour son utilisation du cor des Alpes dans le domaine du jazz avec les ensembles VSP orkestra, Moscow Art Trio et Pago Libre.
- Lisa Stoll (de), joueuse de cor des Alpes originaire de Schaffhouse.
- Jozsef Molnar, joueur de cor des Alpes et corniste.
- Alexandre Jous, concertiste international, lauréat du Concours international de cor des Alpes de Nendaz, compositeur, improvisateur, créateur du projet "chaque montagne a droit à sa musique"
- Robert Scotton, directeur musical des Sonneurs de Savoye, lauréats du Concours international de cor des Alpes de Nendaz, compositeur d’œuvres pour cor des Alpes[16].
- Renaud Leipp, corniste français, membre de l'orchestre philharmonique de Strasbourg (OPS), également soliste et spécialiste du cor des Alpes[17].
- Christophe Sturzenegger, musicien suisse, est le premier à jouer du cor des Alpes sur le sommet du Cervin[18] et sur d'autres 4 000 en Suisse[19]. Son cor des Alpes télescopique en fibres de carbone[20] lui permet de jouer tout autour du monde et à skis.

## Iconographie

Blason de la ville de Soultzeren

Le cor des Alpes apparaît dans le blason de la ville de Soultzeren (Haut-Rhin, France).
La commune de Nendaz (Valais, Suisse) est considérée comme étant la capitale internationale du cor des Alpes.

## Enseignement
L'apprentissage du cor des Alpes se fait souvent sous forme de stages où enseignent les musiciens reconnus de l'instrument. 
En France, il est possible d'apprendre le cor des Alpes dans des conservatoires ou des écoles de musiques, comme au Conservatoire à Rayonnement Intercommunal du Briançonnais.

## Galerie d'images

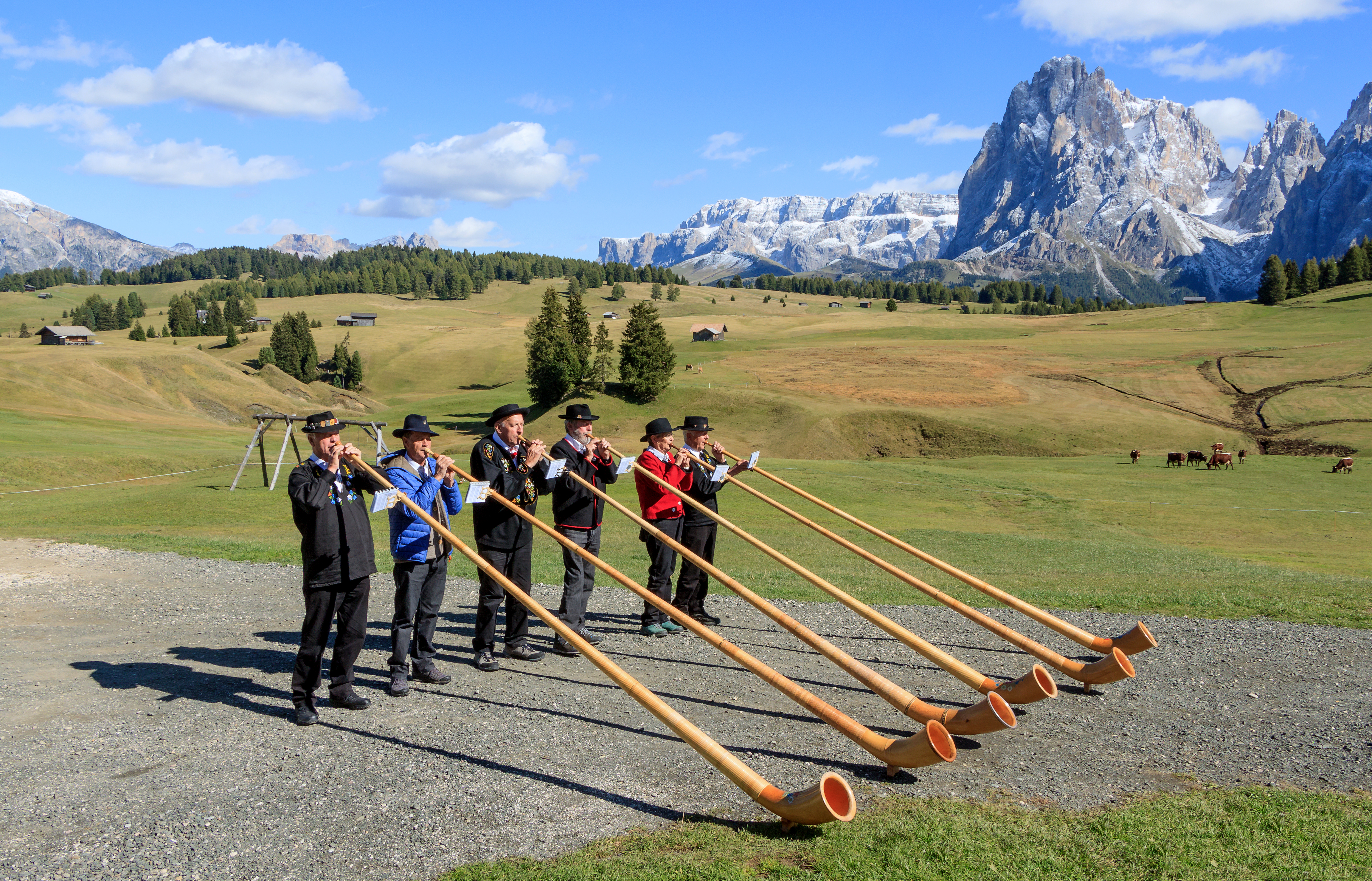
Joueurs de cor des Alpes à Sanon, dans le Tyrol du sud.
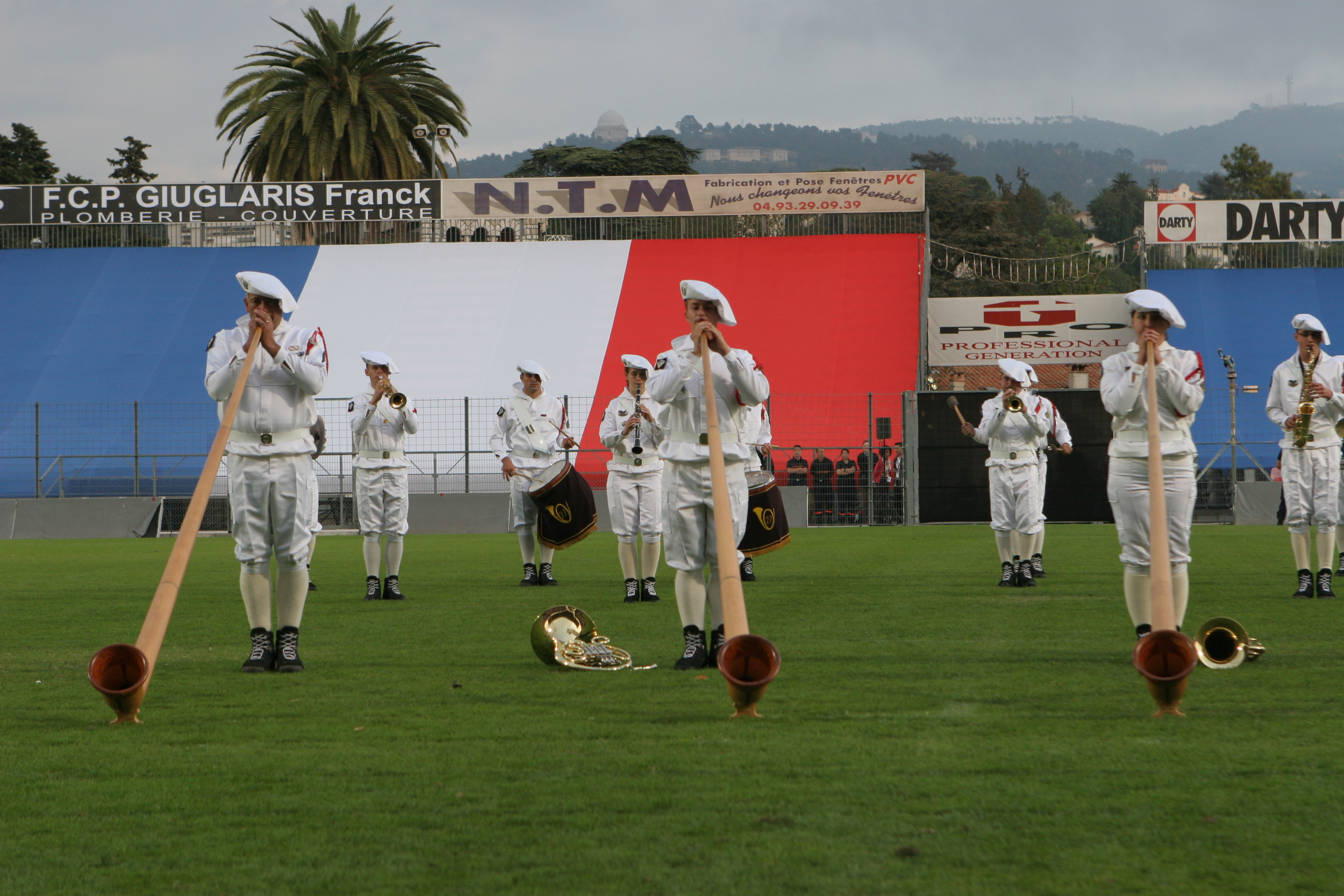
Cor des Alpes de la fanfare du 27e bataillon de Chasseurs alpins d'Annecy lors du festival de musiques militaires de Nice, France (2007).
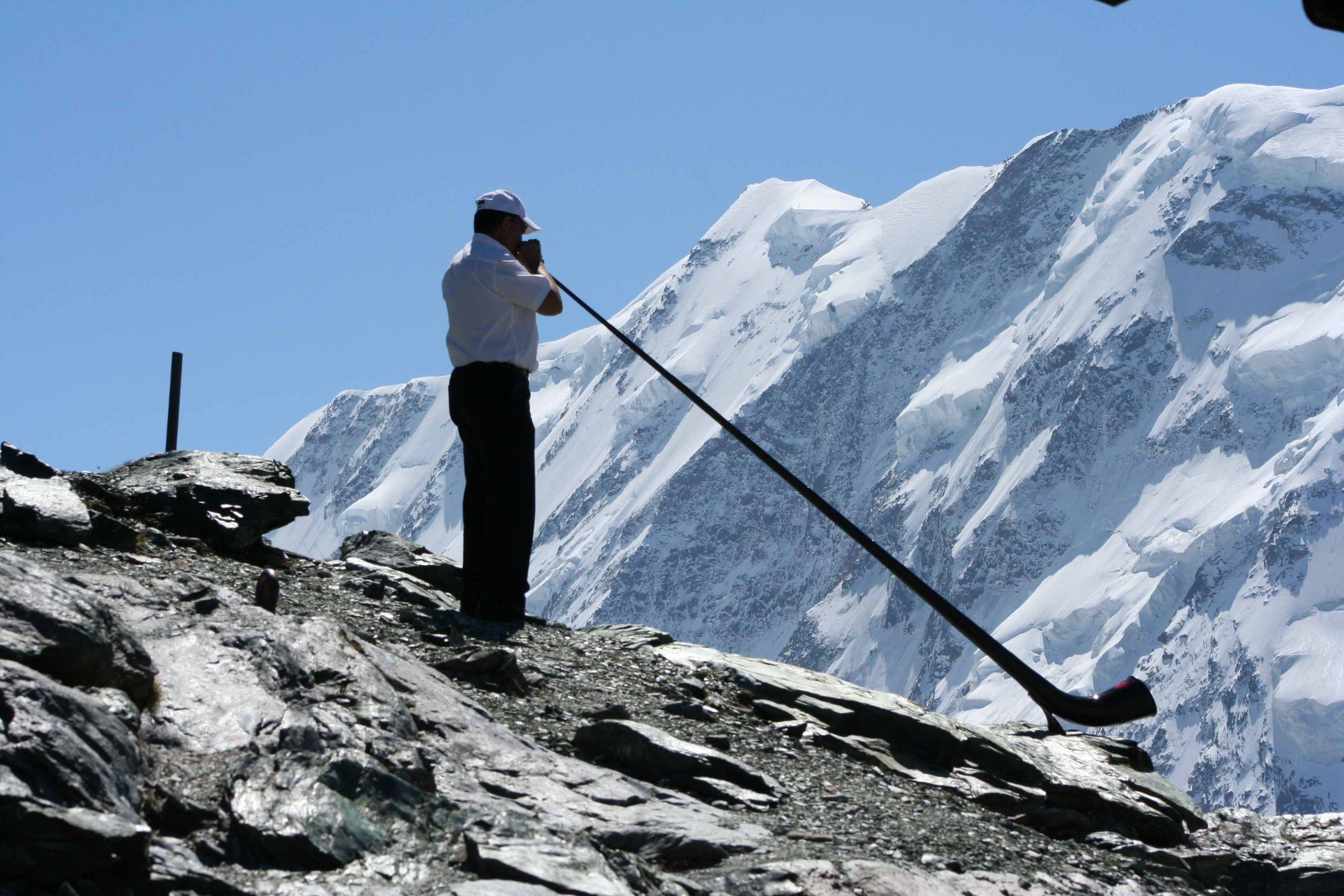
Un cor des Alpes au Gornergrat
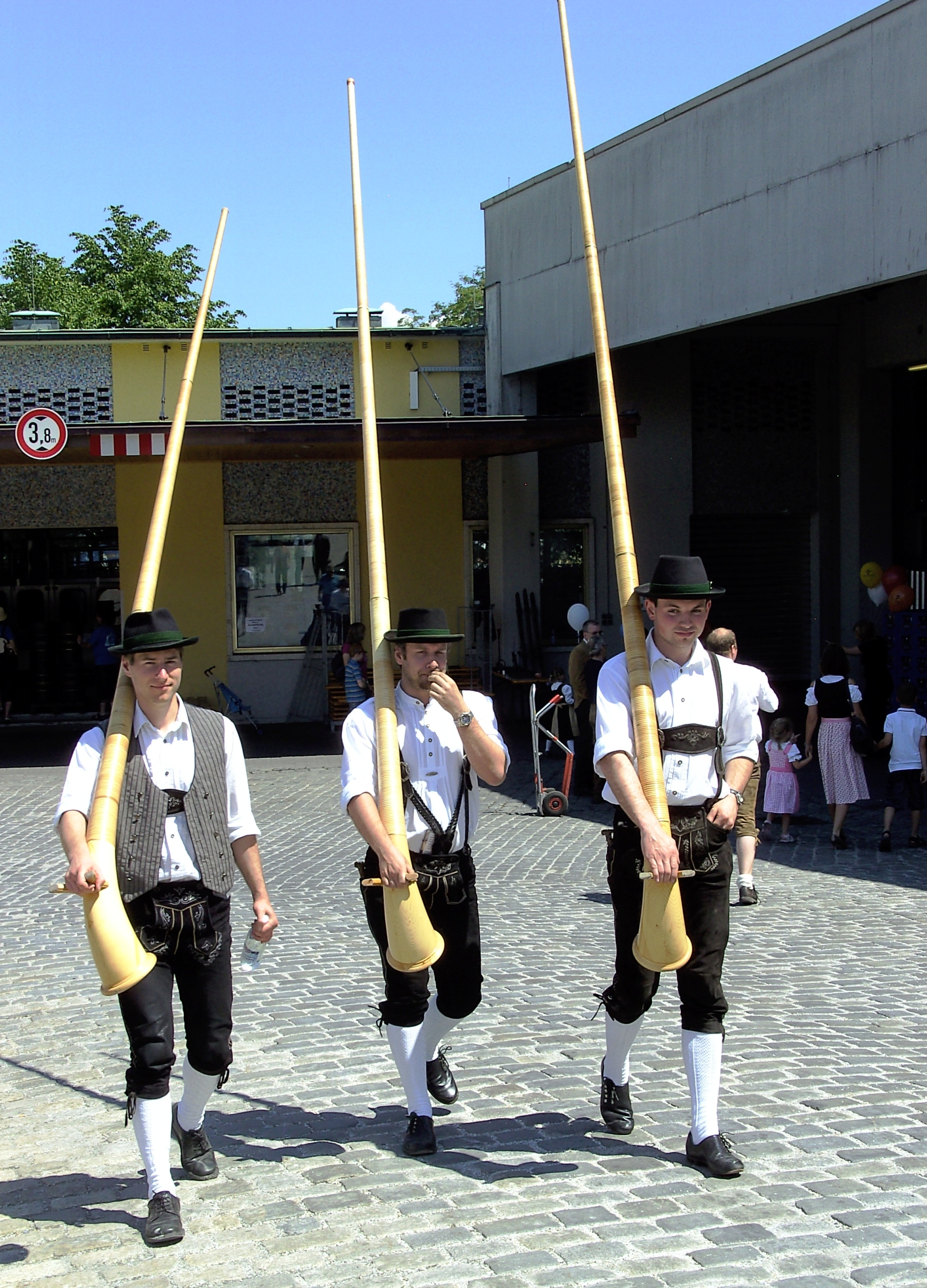
Le portage des instruments, à Passau.
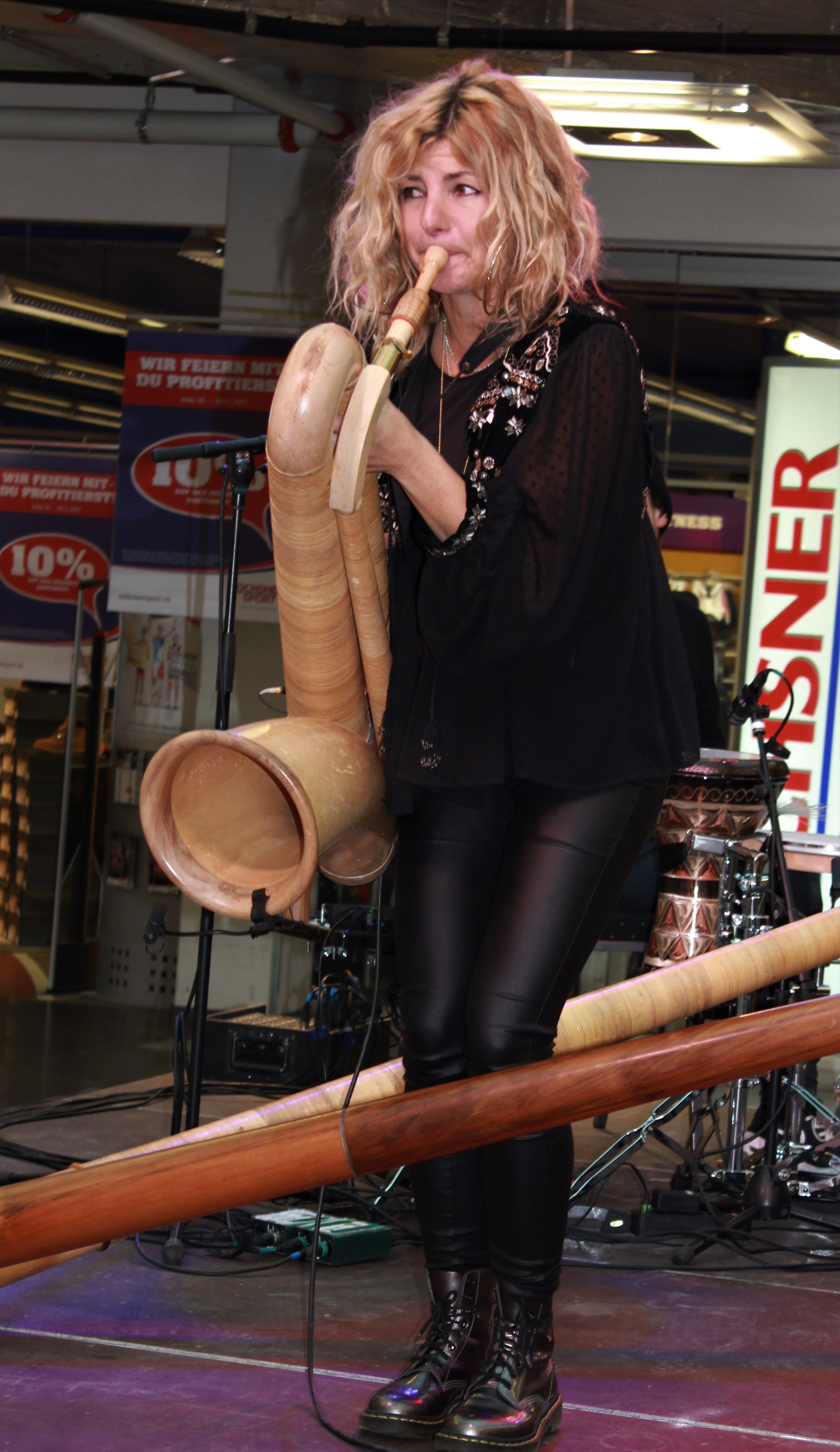
Un cor des Alpes en forme de saxophone baryton, joué par la Suissesse Eliana Burki.
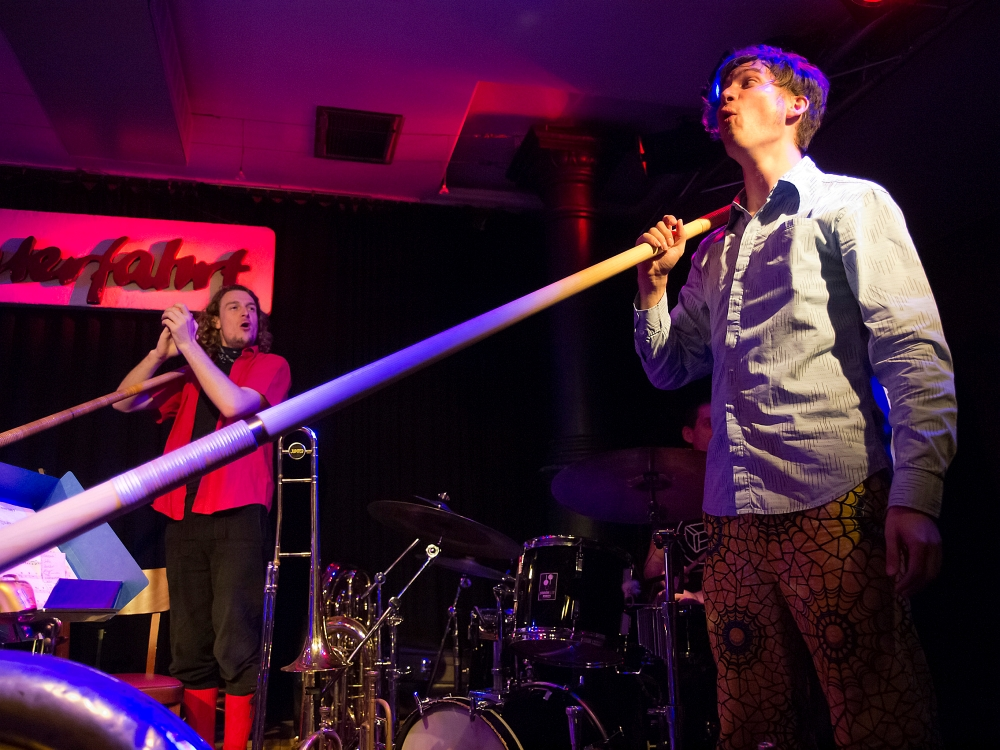
Johannes Bär et Matthias Schriefl